# Zuse Z2
Zuse Z2は、コンラート・ツーゼが1940年に完成させた電気機械式コンピュータである。
Z1を改良したもので、Z1と同様に機械式のメモリを使用しているが、演算と制御ロジックを電気式のリレー回路に置き換えている。Z2の写真や図面は第二次世界大戦中の連合軍による爆撃で失われた。Z1が22ビット浮動小数点を使用したのとは対照的に、Z2は16ビット固定小数点演算を使用した。
ツーゼは1940年にドイツ航空研究所（DVL、現 ドイツ航空宇宙センター(DLR)）でZ2のデモンストレーションを行った。それに参加した同研究所のアルフレート・タイヒマン教授は、後継モデルZ3の資金調達の一部を支援した。

## 諸元
| 周波数       | 約5ヘルツ                  |
| 演算装置     | ワード長16ビット固定小数点 |
| 平均計算速度 | 加算操作0.8秒              |
| リレー       | 600個                      |
| メモリ       | 64ワード（Z1と同等）       |
| 電力         | 1000ワット                 |
| 重量         | 300キログラム              |